# Delhi de Lutyens

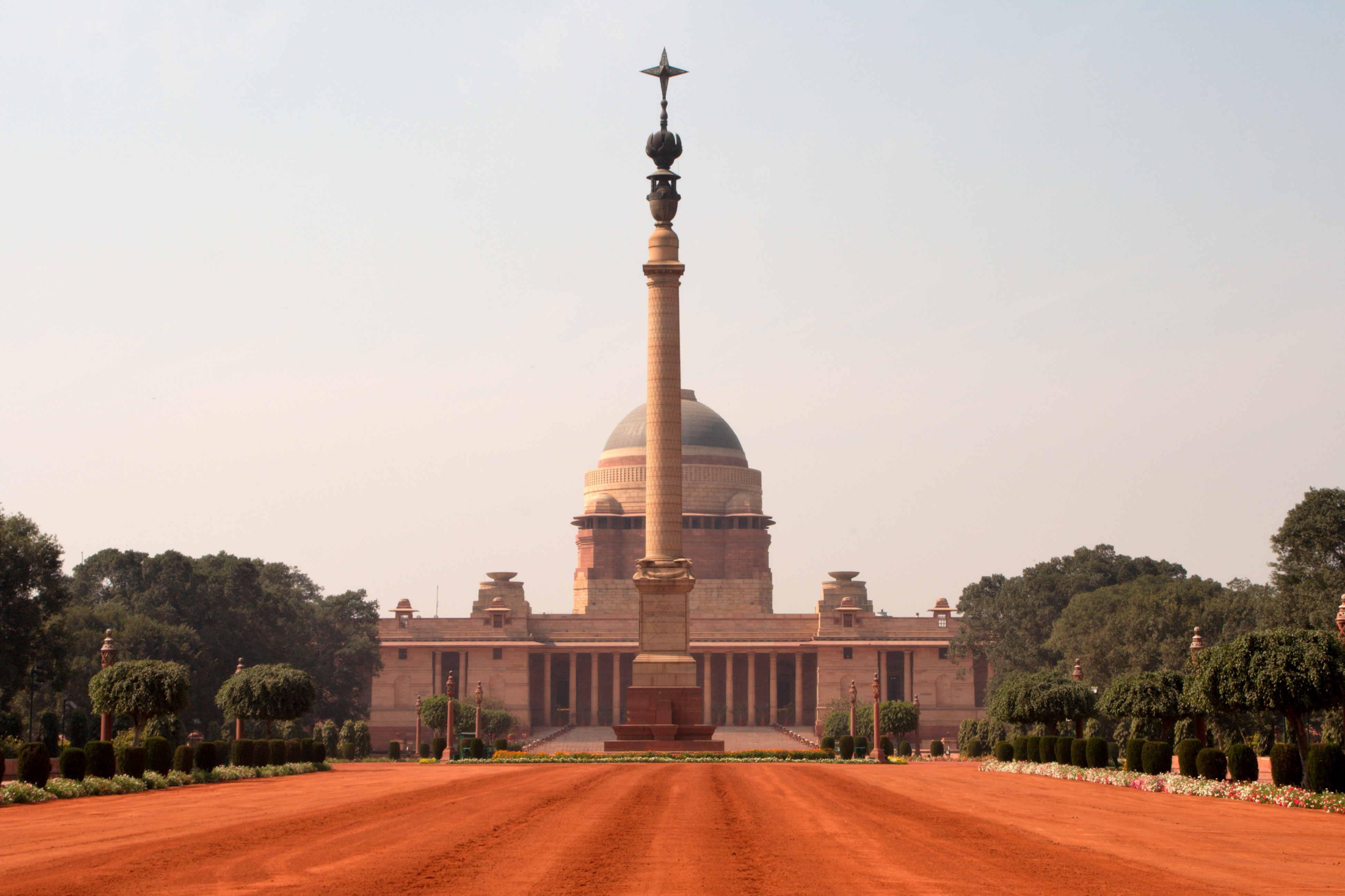
Vista de Rashtrapati Bhavan con la Columna de Jaipur en primer plano, en la Delhi de Lutyens.

La Delhi de Lutyens (en inglés: Lutyens' Delhi) es una zona de Nueva Delhi, India, llamada así en honor al arquitecto británico Edwin Lutyens (1869–1944), responsable del diseño y construcción de gran parte de los edificios de la zona cuando India formaba parte del Imperio británico, en los años veinte, treinta y cuarenta del siglo XX. Incluye también la zona de bungalós de Lutyens.
Edwin Lutyens, el arquitecto de Delhi, diseñó cuatro bungalós en la finca de Rashtrapati Bhavan; actualmente, estos bungalós se encuentran en el Mother Teresa Crescent (entonces Willingdon Crescent). Lutyens, además de diseñar la Casa del Virrey, diseñó grandes edificios gubernamentales y estuvo implicado en el urbanismo de la ciudad.
Herbert Baker, que también diseñó el Edificio de la Secretaría (bloques norte y sur), diseñó bungalós en la entonces King George's Avenue (al sur de la Secretaría) para funcionarios de alto rango. Otros miembros del equipo de arquitectos fueron Robert Tor Russell, que construyó Connaught Place, los Tribunales Oriental y Occidental en Janpath, Teen Murti Bhavan, el aeropuerto de Safdarjung, el Estadio Nacional Dhyan Chand y varios edificios gubernamentales, William Henry Nicholls, CG Blomfield, FB Blomfield, Walter Sykes George, Arthur Gordon Shoosmith y Henry Medd.
Está en la lista 2002 World Monuments Watch de los cien sitios más amenazados del mundo hecha por el World Monuments Fund, una organización dedicada a la preservación del patrimonio cultural con sede en Nueva York.

## Historia

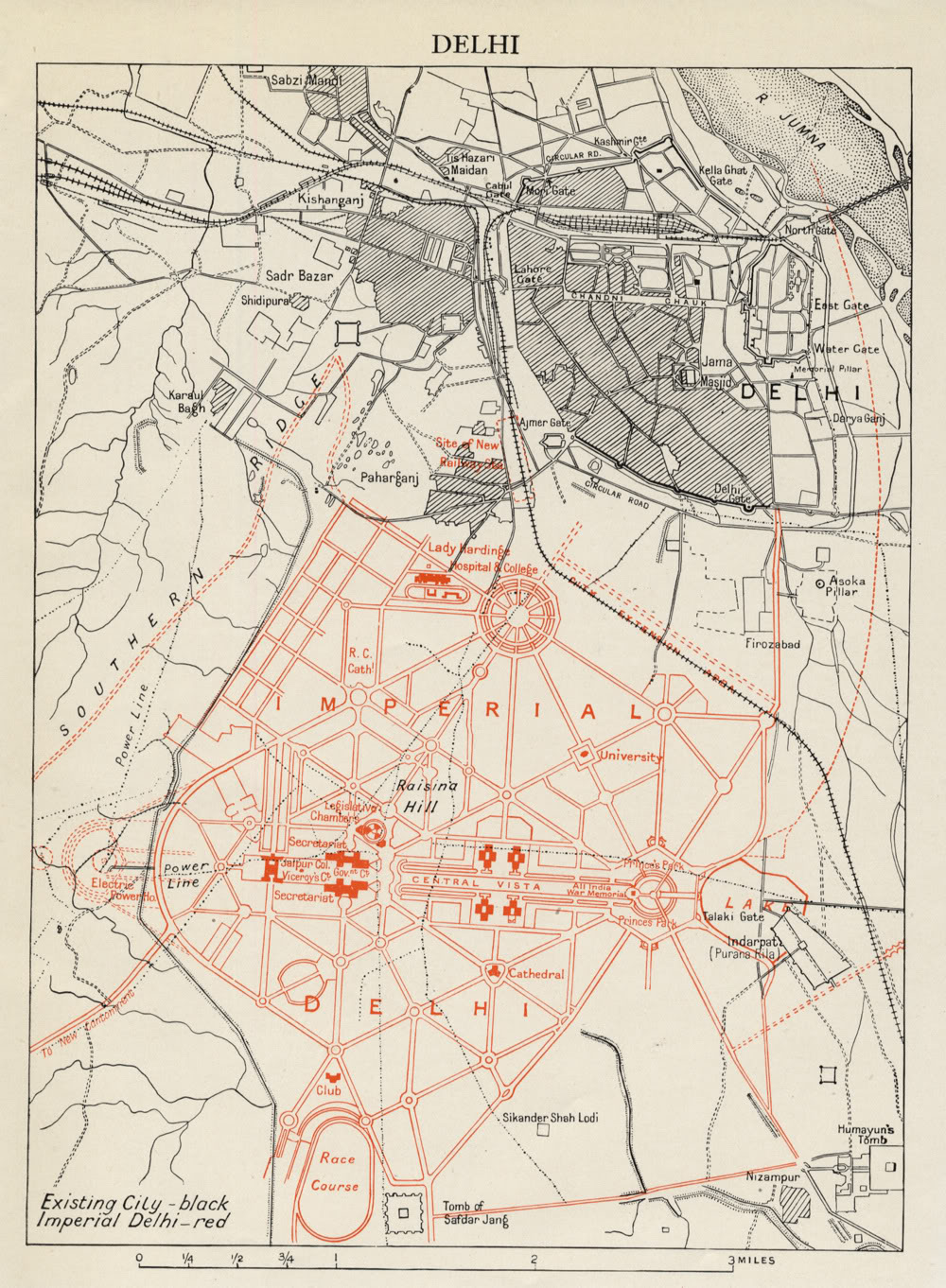
Mapa de 1910 de la «Delhi Imperial» proyectada por Luytens.

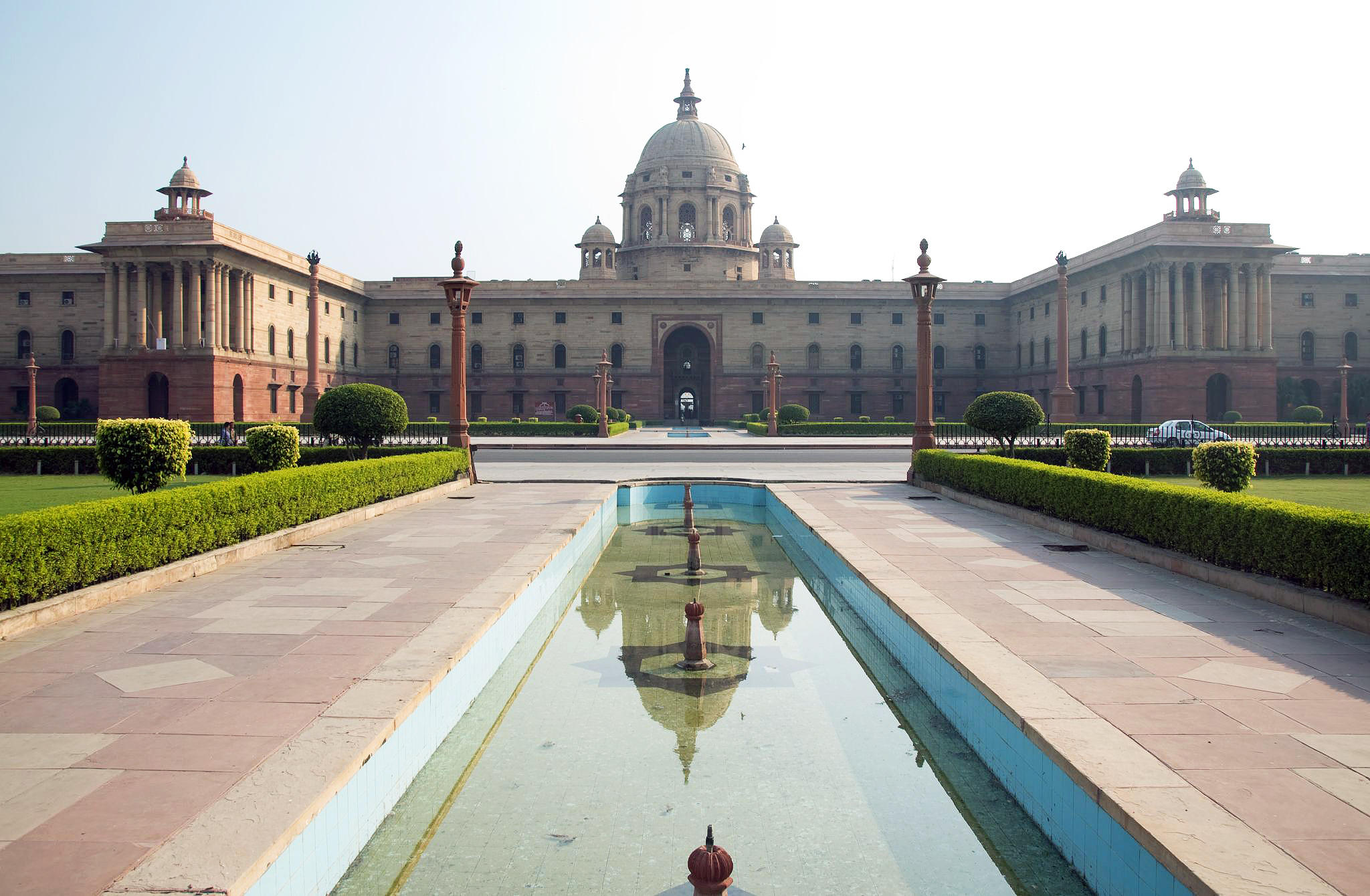
El bloque norte del edificio de la Secretaría visto desde el bloque sur.

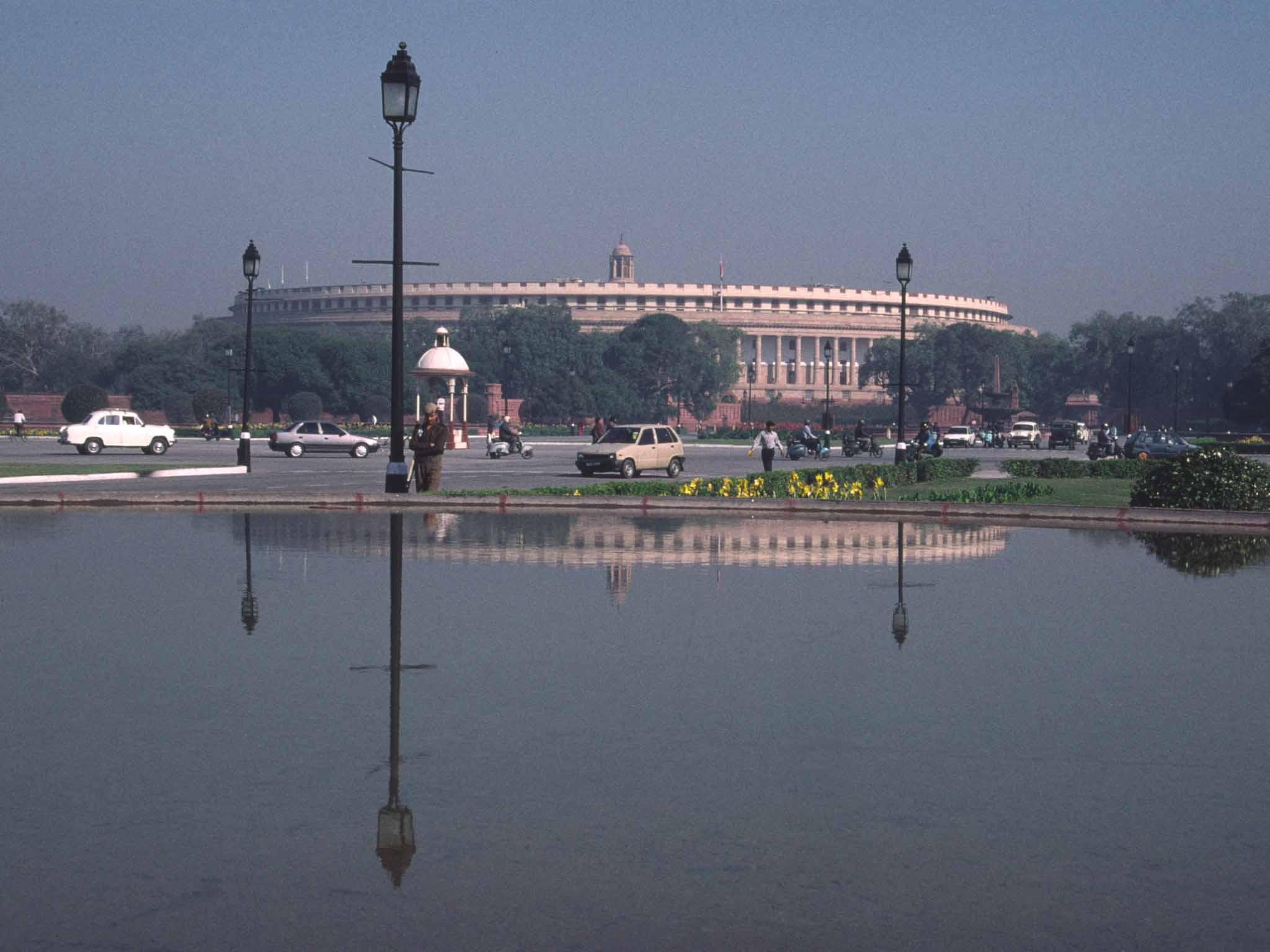
La Casa del Parlamento.

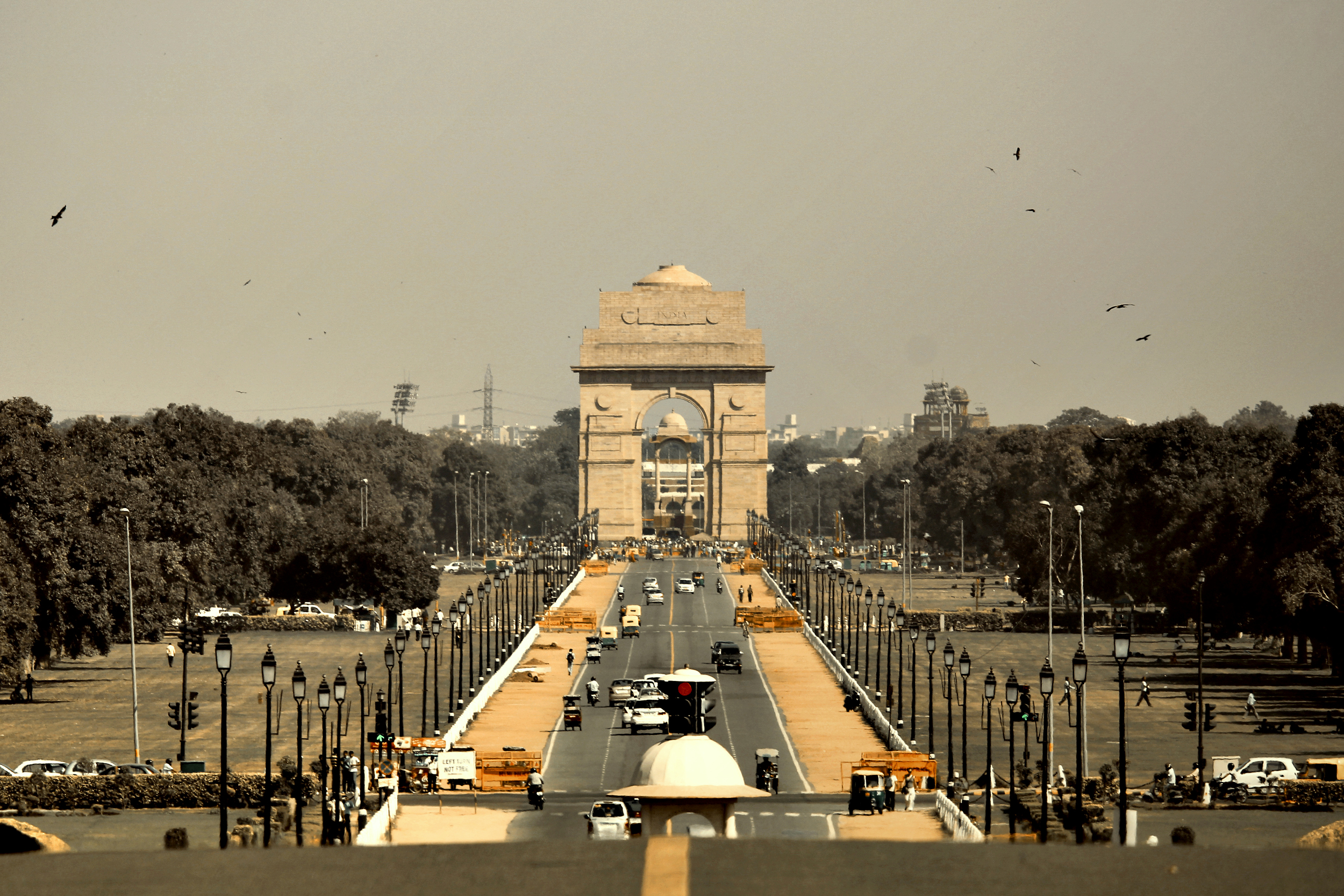
La Puerta de la India.

Antes de que se fundara la nueva capital imperial de Nueva Delhi en 1911, la Antigua estación de ferrocarril de Delhi servía los ferrocarriles Agra-Delhi y las vías del tren atravesaban lo que actualmente se llama Lutyens' Delhi. Las vías fueron desplazadas posteriormente y en 1926 se construyó la estación de ferrocarril de Nueva Delhi cerca de Puerta Ajmeri.

## Diseño y construcción
Lutyens dirigió a un grupo de arquitectos para diseñar la zona administrativa central de la ciudad, con la condición de mantener un tercio de la superficie como zonas verdes. En el corazón de la ciudad estaba la impresionante Rashtrapati Bhawan, antiguamente conocida como Casa del Virrey, situada en la cima de Raisina Hill. El Rajpath, también conocido como Camino del Rey, conecta la Puerta de la India con Rashtrapati Bhawan, mientras que Janpath, que la cruza en ángulo recto, conecta South End Road (renombrada Rajesh Pilot Marg) con Connaught Place. Actualmente, Rashtrapati Bhawan es la residencia oficial del presidente de la India.
El Edificio de la Secretaría, que alberga varios ministerios del Gobierno de la India y la Oficina del primer ministro, está junto a Rashtrapati Bhawan y fue diseñado por Herbert Baker. También fue diseñada por Baker la Casa del Parlamento, situada en el Sansad Marg, que discurre en paralelo al Rajpath. Henry Medd diseñó dos magníficas catedrales en la zona, la anglicana catedral de la Redención y la católica Catedral del Sagrado Corazón.

## Zona de bungalós de Lutyens
La zona de bungalós de Lutyens (en inglés: Lutyens Bungalow Zone, LBZ) tiene una superficie de unos 26 km². Todo el terreno y los edificios de la LBZ pertenecen al gobierno central, excepto 1 km², que está en manos privadas. Es una zona muy importante y cara de Nueva Delhi. Hay unos mil bungalós en la LBZ, de los cuales menos del diez por ciento están en manos privadas.
Para crear normas de control del desarrollo, el Ministerio de Desarrollo Urbano constituyó el Comité Asesor de Reurbanización de Nueva Delhi en 1972, cuando empezó la reconstrucción de las zonas alrededor de la ciudad amurallada, al norte de Connaught Place y a lo largo de Prithviraj Road.
La LBZ contiene las propiedades inmobiliarias más caras de la India. El valor de mercado del kilómetro cuadrado de terreno en la LBZ que está en manos privadas se ha multiplicado por ocho en los últimos diez años, de alrededor de Rs 6100 crores a Rs 49 000 crores. En 2013, Rajan Mittal, vicepresidente de Bharti Enterprises, compró un bungaló en la zona por Rs 156 crore. En junio de 2014, Rajiv Rattan, cofundador de Indiabulls, compró una parcela de 2440 m² por Rs 220 crore. En diciembre de 2016, Renuka Talwar, hija del presidente de DLF, KP Singh, compró un bungaló en Prithviraj Road por Rs 435 crore en una de las mayores ventas de una propiedad de la Delhi de Lutyens.

## Zonas contiguas
Alrededor de la LBZ hay una amplia zona verde y edificios grandiosos, que protegen a la LBZ de la vorágine de las zonas abarrotadas de Nueva Delhi: al oeste está la gran zona arbolada del Delhi Ridge, junto a la finca del Rashtrapati Bhavan; al oeste y al sur está Nehru Park, la Pista de Carreras, la estación de la Fuerza Aérea, el Club de Yincana de Delhi, el aeropuerto de Safdarjung, la Tumba Safdarjang y el enclave diplomático; al sur están los Jardines Lodi, con sus  fabulosas tumbas y restos arqueológicos de la era Lodi; al sureste está la cuidada zona verde del Club de Golf de Delhi, con sus ruinas de época mogola, y más allá del campo de golf, en el límite de la LBZ está el Parque Zoológico Nacional, lagos, el Purana Qila y la Tumba de Humayun. Las zonas contiguas están cuidadas por el gobierno con tanto esmero como la LBZ. Aquellos que no pueden comprar una vivienda dentro de la LBZ compran en zonas contiguas, como Jhor Bagh, cuyos precios son casi tan elevados como en la LBZ.

## Residentes notables
La residencia oficial del primer ministro de India está en el 7, Lok Kalyan Marg, un complejo de cinco bungalós que ocupa 49 000 m². El antiguo primer ministro Manmohan Singh también reside en la zona. Le asignaron un bungaló del Tipo VIII, en el 3 Motilal Nehru Marg, ocupado previamente por la ministra jefe de Delhi Sheila Dikshit, debido a que era miembro del Rajya Sabha por Assam. Los antiguos primeros ministros que no sigan siendo parlamentarios no tienen derecho a un bungaló del gobierno, sin embargo, Atal Bihari Vajpayee, otro antiguo primer ministro que no es miembro de ninguna cámara, ha residido en un bungaló en Krishna Menon Marg desde 2005. Entre los empresarios notables que viven en la zona están Laxmi N Mittal, KP Singh, Sunil Mittal, C. K. Birla, Shashi Ruia, Ravi Ruia, Analjit Singh y Atul Punj.